# Nikéforos Bryennios mladší
Nikéforos Bryennios mladší (1062 Edirne – 1137 Konstantinopol) byl byzantský historik, diplomat a vojevůdce.
Pocházel ze šlechtické rodiny, byl držitelem titulu kaisara. Jeho děd Nikéforos Bryennios starší se pokusil získat byzantský císařský trůn, avšak neuspěl a Alexios Komnénos (tehdy ještě vojevůdce, pozdější císař) ho nechal oslepit. Nikéforos Bryennios mladší se stal členem císařské rodiny, když si roku 1097 vzal za ženu Annu Komnénu, dceru císaře Alexia Komnéna a císařovny Ireny.
Právě Irena, jeho tchyně, ho pověřila sepsat historické dílo, které by zaznamenalo vládu jejího manžela Alexia. Nazval ho Hylé historias (Ὕλη Ἱστορίας) a popisuje období 1070–1079. Dílo psané v řečtině má čtyři části, ale je nedokončené, při jeho psaní Nikéforos zemřel. Jeho žena Anna se ho pak svým způsobem pokusila dokončit vlastním historickým spisem zvaným Alexiada. Spekuluje se o tom, jak moc vycházela z Nikéforových podkladů. Nikéforovým vzorem byl patrně Xenofont, nicméně jeho dílo silně straní císařské rodině a je v určitém ohledu spíše rodinnou kronikou.
Kromě toho se Nikéforos vyznamenal i jako vojevůdce a diplomat: Roku 1097 řídil obranu Konstantinopolu proti Godefrozovi z Bouillonu (to když se císař nedohodl s křižáky první křížové výpravy, zda má právo jim velet), roku 1108 zprostředkoval mír mezi dalším vzpurným křižákem Bohemundem z Tarentu a císařem Alexiem, v roce 1116 pak rozhodl bitvu u Filomelionu s rúmským sultánem Melikšáhem.